# Naked bike

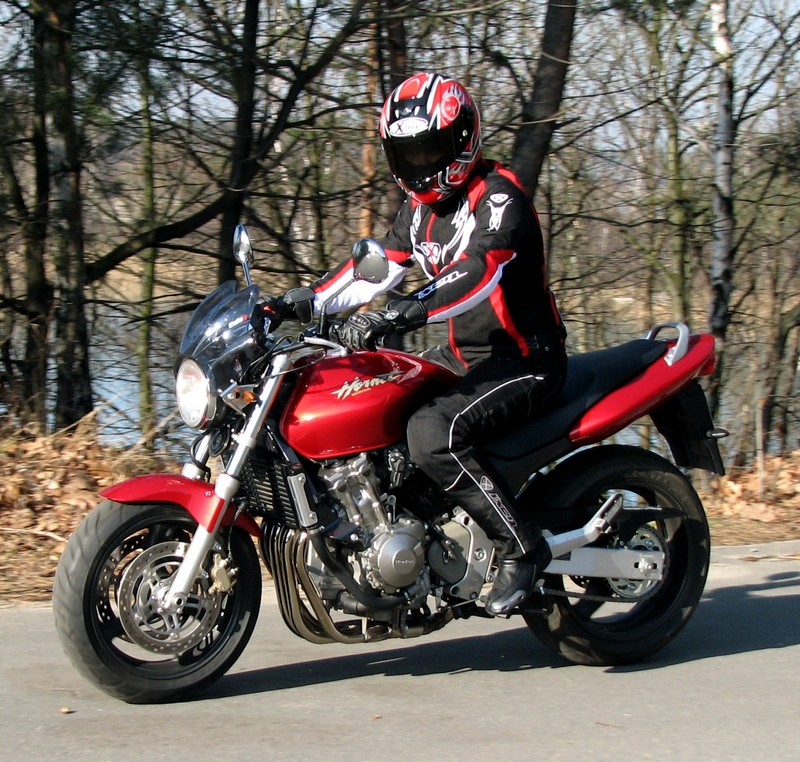
Naked Bike – Honda CB 600F Hornet

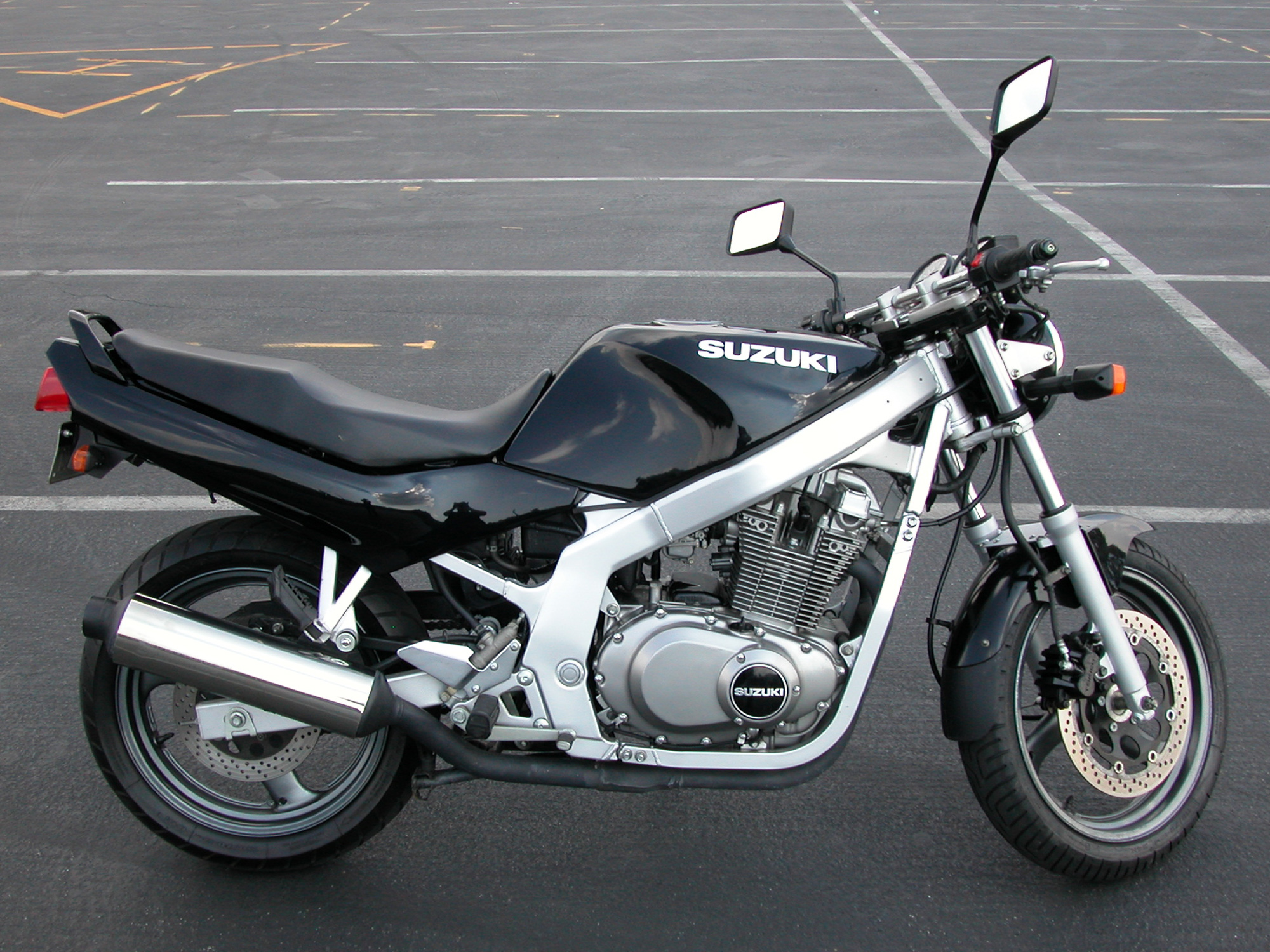
Naked Bike – Suzuki GS 500

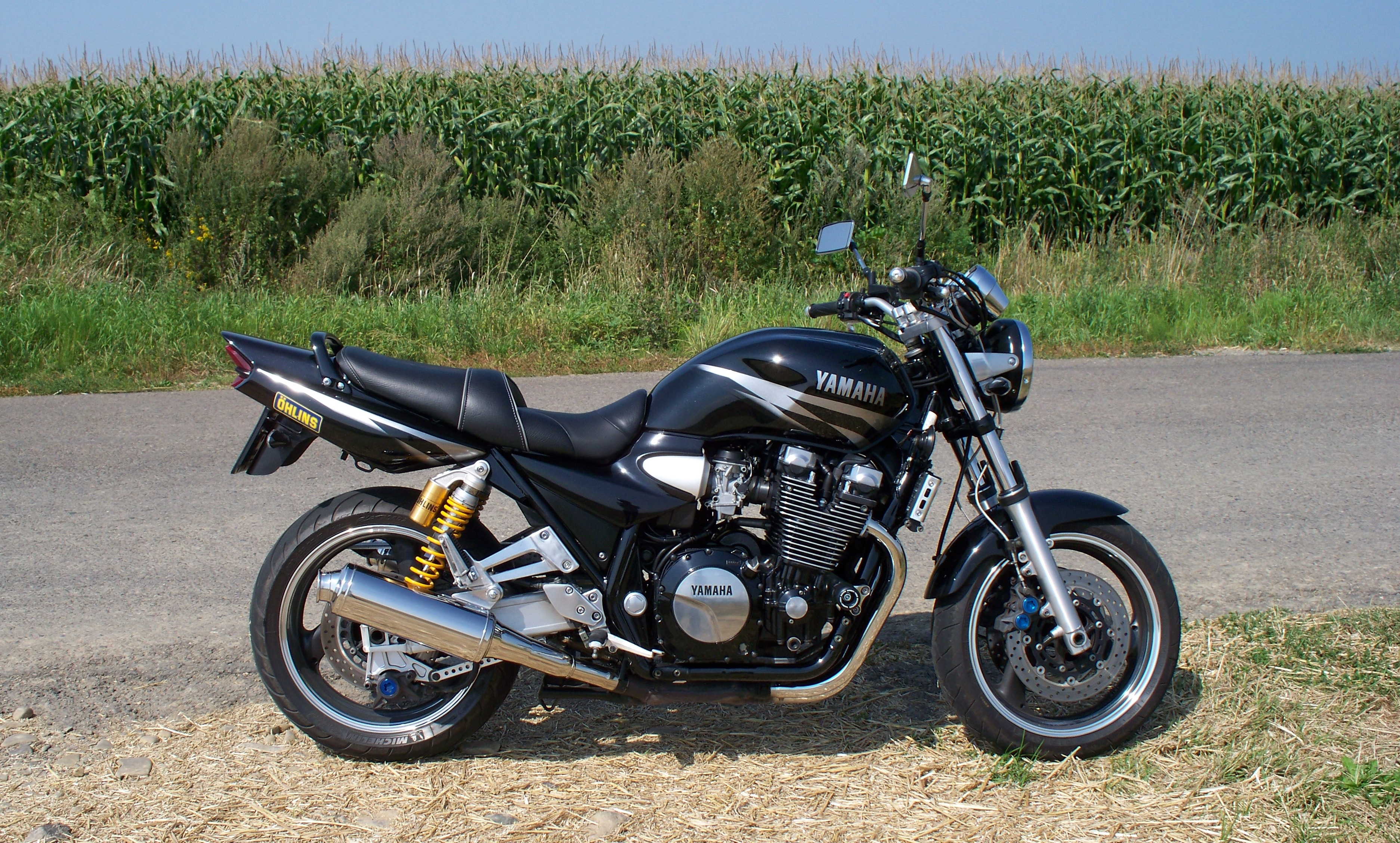
Yamaha XJR1300 2002 RP06

Naked bike (z ang. nagi motocykl) – kategoria motocykli.
Są one pozbawione owiewek (w tym również szyby), które szczelnie zasłaniają silnik. Charakteryzują się bardziej odprężoną pozycją kierowcy. Ich stylistyka nawiązuje do klasycznych motocykli. Ze względu na brak owiewek są również potocznie nazywane „golasami”.

## Przykłady Naked bike'ów
- BMW R1200R
- Honda seria CB, CBF
- Suzuki seria GS, GSF, GSR
- Yamaha seria XJR, FZ, XJ, SR, MT
- Kawasaki seria ER
- Triumph seria Scrambler, Bonneville
- Ducati seria Scrambler, Monster
- KTM Super Duke